# Cees de Vreugd

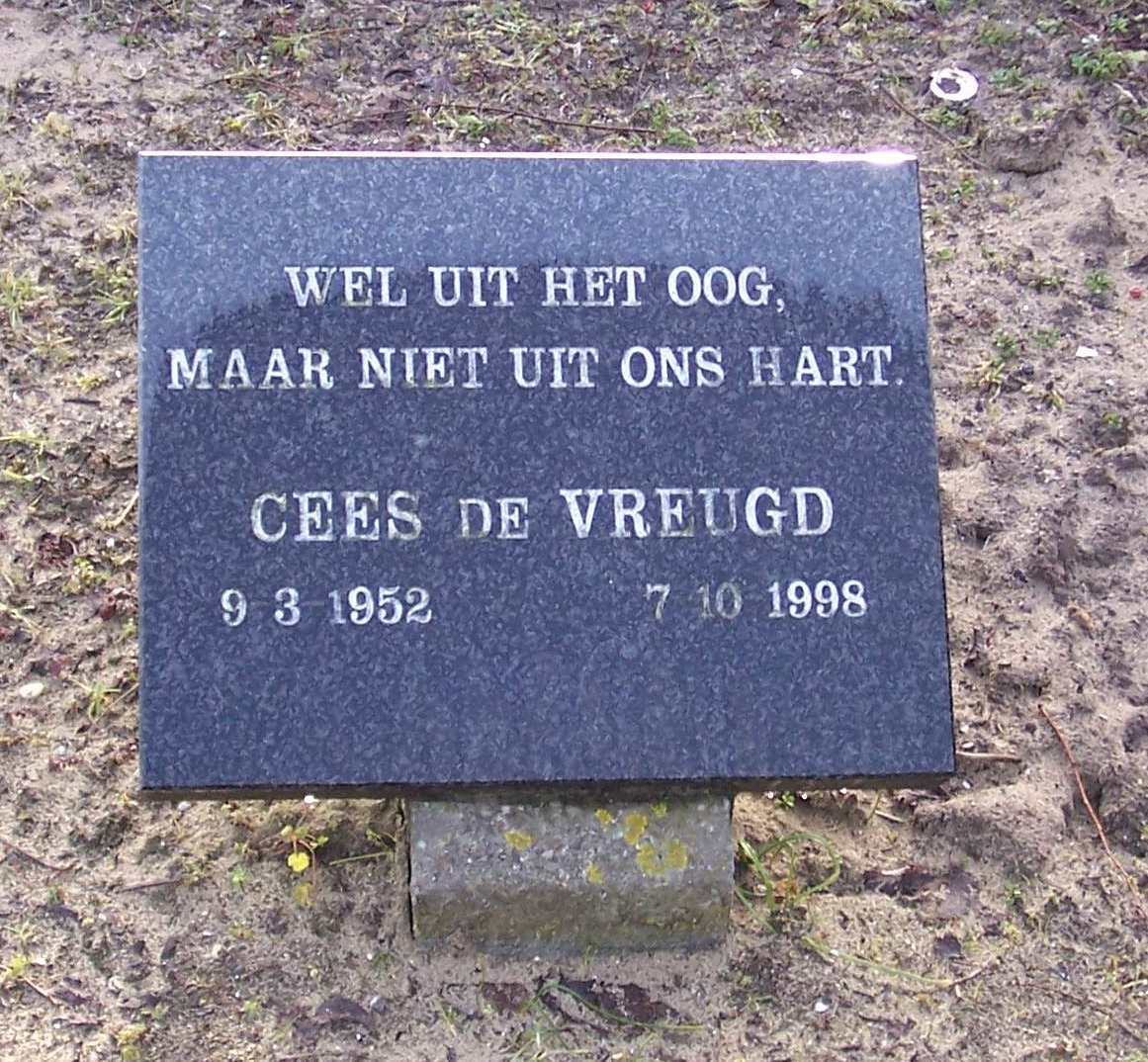
Begraafplaats Duinrust, Katwijk

Cees de Vreugd, voornaam uitgesproken en ook wel geschreven als Kees, (Katwijk (Zuid-Holland), 9 maart 1952 - 7 oktober 1998) was een Nederlandse slager en powerlifter.
Hij was enorm sterk vergeleken bij andere Katwijkse mannen en ging vrij laat (op 28-jarige leeftijd in 1980) een tot twee keer per week krachttraining beoefenen. Voor die tijd was hij een actief voetballer. In 1981 ging hij op aanraden van andere krachtsporters powerlifting beoefenen. Zijn topjaar was 1985, waarin hij vele staaltjes van zijn kracht liet zien.
Cees de Vreugd overleed op 46-jarige leeftijd door een hartaanval.

## Statistieken
Zijn statistieken in 1985:
- lengte : 185 cm
- gewicht : 142 kg
- biceps : 51 cm
- borstomvang : 152 cm

## Powerliften
In 1983 werd hij Nederlands kampioen powerliften. In 1985 haalde hij een record squat, van 410 kg, wat in datzelfde jaar door hem verbeterd werd naar 420 kg, een Europees record, tijdens een wedstrijd in Den Haag in 1985, waar hij ook als eerste Europeaan ooit een totaalgewicht van 1000 kg haalde in één wedstrijd, met daarbij de eerder genoemde squat van 420 kg. Kort daarna verbeterde De Vreugd zijn persoonlijke record (totaalgewicht) nog met 2,5 kg op 12 oktober 1985 te Zevenaar tot 1002,5 kg, met o.a. een squat van 422,5 kg. Simon Wulfse evenaarde in 1986 het record van 1000 kg totaal, maar 1002,5 kg was net te hoog gegrepen voor Wulfse. Pas in november 2017 (32 jaar later) werd het totaalrecord van 1002,5 kg verbeterd naar 1025 kg door Jordi Snijders. Er is wel een verschil met het gebruik van een benchshirt, wat een voordeel is en wat in de tijd van De Vreugd nog niet bestond. De squat van 422,5 kg uit 1985, was in februari 2022 nog steeds het Nederlands record. Het record staat in juli 2024, 39 jaar op zijn naam, waarvan 26 jaar postuum.
In september 2024 werd het record van De Vreugd na 39 jaar verbroken door de 32-jarige Beverwijker Marto Metselaar. Hij squatte 425 kg. Dit was met een powersuit. Daarom heeft De Vreugd nog steeds het Nederlands record 'raw' (zonder echte hulpmiddelen), echter is het record van Metselaar toch goedgekeurd als het nieuwe Nederlandse record en ook vermeld in het 
Guinness Book of Records.

### Squat
1. 422,5 kg C. de Vreugd, 125 kg+, Powerliftingbond, najaar 1985, Zevenaar.
2. 420 kg, C. de Vreugd, 125 kg+, Powerliftingbond, 07.04.1985 Den Haag (Verbeterd in september 2024, door Marto Metselaar, lichaamsgewicht 121 kg, echter met powersuit, dus het raw-record blijft in handen van De Vreugd)[6]

### Totaal
1. 1.002,5 kg, C. de Vreugd, 125 kg+, Powerliftingbond, 12 oktober 1985, Zevenaar (zonder benchshirt)
2. 1.025 kg, Jordi Snijders, 120 kg+, KNKF Sectie Powerliften, 18 november 2017, Pilsen (Tsjechië) (met benchshirt)
3. 901 kg, Erwin Krokkee, 100 kg, Powerlifting Holland, 25 juni 2005, Emmeloord (zonder benchshirt)

## Sterkste Man competities
- 1982: 4e plaats Sterkste Man van Nederland
- 1984: 2e plaats Sterkste Man van Nederland
- 1984: Winnaar van de voorrondes van de Sterkste Man van Europa
- 1985: 3e plaats Sterkste Man van de Wereld, gehouden in Cascais, Portugal

De oorspronkelijke deelnemer voor de Sterkste man van de Wereld 1985 uit Nederland zou Ab Wolders zijn, echter bleek deze geblesseerd. Daarom werd De Vreugd gevraagd die totaal onvoorbereid meedeed. Hij had al eerder meegedaan, maar was in 1985 vooral met powerliften bezig. Hij was daardoor vooral getraind op de techniek van powerlifting en de bijbehorende kracht, terwijl de onderdelen bij de Sterkste Man-competities ook techniek van de onderdelen en kracht in combinatie met uithoudingsvermogen vereisen. Daarom was het zeer verrassend dat hij 3e werd, vooral te danken aan zijn grote kracht.